# Through Her Eyes
Through Her Eyes es una película documental nigeriana de 2017 dirigida y escrita por Nadine Ibrahim. La película da una idea de cómo los niños nigerianos son secuestrados y convertidos en terroristas e intenta explicar el hecho de que ningún niño nace terrorista.

## Sinopsis
Azeeza es una niña de 12 años que ha sido secuestrada y obligada a convertirse en una terrorista suicida.

## Trasfondo
La cineasta afirma que las frecuentes noticias de atentados suicidas con bombas en el norte de Nigeria la impulsaron a investigar el tema. Al saber que la mayoría de los ataques fueron perpetrados por niñas, decidió hacer una película sobre el tema. Según Unicef, la organización terrorista Boko Haram secuestró a miles de niños en Nigeria y los obligó a cometer atentados suicidas. Solo en Chibok, 276 niñas fueron secuestradas de la escuela en 2014 y posiblemente se convirtieron en atacantes suicidas.